# ロシア語のラテン文字表記法
ロシア語のラテン文字表記法（ロシアごのラテンもじひょうきほう）では、ロシア語の表記に用いられるキリル文字をラテン文字へと翻字する方法について記述する。これはロシア人の名前やロシア関連事物を非キリル文字で記すために必要となる。
ラテン文字表記法はキリル文字の入力機能を持ち合わせていないコンピュータにおいてロシア語の文章入力を行う際に必要となる。また、キリル文字用キーボードに慣れたロシア語話者にとってはQWERTY配列キーボードなどの通常の文字配置と異なるキーボードではタイピング速度が落ちるため、ロシア語話者はQWERTY配列キーボードにおいてもロシア語入力キーボードのキー配列に沿ってタイピングを行い（この時点では意味のない文字列となる）、自動変換ツールを用いてキリル文字へと変換する方法をとっている。

## キリル文字の体系的なラテン文字変換法

### 学術分野で使用される変換法
学術分野で用いられている「国際学術システム」は19世紀以降言語学において使用されている方法である。この表記法はチェコ語アルファベットを基にして作成されており、GOST規格やISOの基礎となった。

### GOST

#### GOST 16876 (1971)
「GOST 16876-71」は測量や製図の際に使用する表記法としてソビエト連邦閣僚会議が制定し、30年以上の間使用された。この方法は唯一ダイアクリティカルマークを使用しない表記法だった。後にGOST 7.79-2000へと変更された。

#### ST SEV 1362 (1978)
GOST 16876-71とほぼ同じ表記法であり、COMECONの公式表記として採択された。

#### GOST 7.79 (2002)
GOST 7.79-2000はラテン文字翻字に関するGOST規格の最新版であり、公共案内や司書の図書館公務、ラテン文字を使用してキリル文字の翻字を行う際の出版基準などに採用されている。GOST 7.79-2000はISO 9:1995を採用しており、ロシアや独立国家共同体 (CIS)の公式標準表記法として用いられている。

### ISO

#### ISO/R 9
ISO/R 9は1954年に発行され、1968年に改訂が行われた。ISO/R 9は国際標準化機構 (ISO)により採択された。ロシア語及び他の7つのスラヴ諸語についてキリル文字変換法を制定している。

#### ISO 9
ISO 9:1995は国際標準化機構が現在使用する標準表記法である。これは前代のISO/R 9:1968を基にしているが、ロシア人にとってはISO/R 9:1968とISO 9:1995は5つの新たに加わった文字を除いて全く同じものであり、ISO 9:1995は軽視される傾向にある。ISO 9:1995は初の言語から独立した表記法である。ダイアクリティカルマークも使用してロシア語のキリル文字とラテン文字を一文字ずつ一対一で対応させた誤変換の起こりにくい表記法であり、キリル文字の文章を他言語の文字へと変換できるようになっていた。

### 国際連合によるラテン文字表記法
国際連合の地理学に関する専門家組織であるUNGEGNは1987年に、GOST 16876-71の1983年版を基にした地名に関するラテン文字表記法を提案した。この表記法は国際的な製図書などに見られる。

### ALA-LC
アメリカ図書館協会とアメリカ議会図書館 (ALA-LC) のスラヴ諸語に関するラテン文字変換表 (1997年改訂) は1975年以来北アメリカの図書館やイギリスの図書館で使用されている。
公式には明確化のためにいくつかのダイアクリティカルマークやダブルインバーテッドブリーブを制定しているが、実際には省略されることも多い。

### British Standard
「British Standard 2979:1958」はオックスフォード大学出版局が使用するラテン文字表記法であり、1975年まで収蔵した出版物の分類においてイギリスの図書館で使用された (近年の出版物にはアメリカ議会図書館の制定した変換法が使用されている)。

### BGN/PCGN
BGN/PCGN表記法は英語話者にとっては他の方法と比較すると発音を直感的に理解しやすい表記法である。多くの出版物で、ロシア人の名前をラテン文字表記へと変換する際に用いられる方法である。「ë」を「yo」と変換、単語の末尾に付く「-iy」や-yy」を「-y」と簡略化し、「ъ」や「ь」を表記する際に用いるアポストロフィーを省略するなど簡略化した表記法となっている。曖昧さ回避のために中黒 (·) が使用されるほかはダイアクリティカルマークなどの特殊文字を使用することもなく、基本的な文字と句読点のみ搭載している英語仕様のキーボードでも使用できるようになっている。
この表記法はアメリカ地名委員会とイギリス地名常置委員会によって制定されたBGN/PCGNラテン文字表記法の一部である。ロシア語関連の表記法は1944年にBGNで、1947年にPCGNに採択された。

### ロシアのパスポートに見られる変換法

#### 旧表記法 (1997–2010)
ソビエト連邦の国際パスポートでは、ラテン文字表記はフランスの方法を踏襲しており (ダイアクリティカルマークは不使用)、すべての名前はフランス語に即した表記法になっていた。
1997年、ロシアのパスポートに旧方式が導入され、ダイアクリティカルマークを使用しないラテン文字変換表記法がロシア内務省によって作成されたが、この表記法は2010年に廃止された。

#### 新表記法 (2010-)
2006年、GOST 52535.1-2006が採択された。これはロシアの国際パスポートに関する技術的な要求事項と基準を制定し、独自のラテン文字変換法を導入している。2010年、ロシアのロシア連邦渡航局は第26条を承認し、「2010年以降、すべてのパスポートの名前はGOST 52535.1-2006を使用した表記法に変更しなければならない」と述べている。新方式と旧方式には幾つかの違いがあるため、特に2010年以前の旧方式によるパスポートを所持しており、表記の変換を望むロシア国民は新しいパスポートを手に入れる前に地方の連邦渡航局で変更を行なってもらう必要がある。

## 変換表
| キリル文字 | 学術表記 | ISO/R 9:1968 | GOST 1971 (2) | UN (1987) | ISO 9:1995; GOST 2002 (A) | ALA-LC | British Standard | BGN/PCGN | パスポート (1997–2010) | パスポート (2010–) |
| ---------- | -------- | ------------ | ------------- | --------- | ------------------------- | ------ | ---------------- | -------- | ---------------------- | ------------------ |
| А а        | a        | a            | a             | a         | a                         | a      | a                | a        | a                      | a                  |
| Б б        | b        | b            | b             | b         | b                         | b      | b                | b        | b                      | b                  |
| В в        | v        | v            | v             | v         | v                         | v      | v                | v        | v                      | v                  |
| Г г        | g        | g            | g             | g         | g                         | g      | g                | g        | g                      | g                  |
| Д д        | d        | d            | d             | d         | d                         | d      | d                | d        | d                      | d                  |
| Е е        | e        | e            | e             | e         | e                         | e      | e                | e, ye*   | ye, e                  | e                  |
| Ё ё        | ë        | ë            | yo            | ë         | ë                         | ë      | ë                | ë, yë*   | ye, e                  | e                  |
| Ж ж        | ž        | ž            | zh            | ž         | ž                         | zh     | zh               | zh       | zh                     | zh                 |
| З з        | z        | z            | z             | z         | z                         | z      | z                | z        | z                      | z                  |
| И и        | i        | i            | i             | i         | i                         | i      | i                | i        | i                      | i                  |
| Й й        | j        | j            | j             | j         | j                         | ĭ      | ĭ                | y        | y                      | i                  |
| К к        | k        | k            | k             | k         | k                         | k      | k                | k        | k                      | k                  |
| Л л        | l        | l            | l             | l         | l                         | l      | l                | l        | l                      | l                  |
| М м        | m        | m            | m             | m         | m                         | m      | m                | m        | m                      | m                  |
| Н н        | n        | n            | n             | n         | n                         | n      | n                | n        | n                      | n                  |
| О о        | o        | o            | o             | o         | o                         | o      | o                | o        | o                      | o                  |
| П п        | p        | p            | p             | p         | p                         | p      | p                | p        | p                      | p                  |
| Р р        | r        | r            | r             | r         | r                         | r      | r                | r        | r                      | r                  |
| С с        | s        | s            | s             | s         | s                         | s      | s                | s        | s                      | s                  |
| Т т        | t        | t            | t             | t         | t                         | t      | t                | t        | t                      | t                  |
| У у        | u        | u            | u             | u         | u                         | u      | u                | u        | u                      | u                  |
| Ф ф        | f        | f            | f             | f         | f                         | f      | f                | f        | f                      | f                  |
| Х х        | x (h)    | ch           | x             | h         | h                         | kh     | kh               | kh       | kh                     | kh                 |
| Ц ц        | c        | c            | cz, c†        | c         | c                         | t͡s     | ts               | ts       | ts                     | tc                 |
| Ч ч        | č        | č            | ch            | č         | č                         | ch     | ch               | ch       | ch                     | ch                 |
| Ш ш        | š        | š            | sh            | š         | š                         | sh     | sh               | sh       | sh                     | sh                 |
| Щ щ        | šč       | šč           | shh           | šč        | ŝ                         | shch   | shch             | shch     | shch                   | shch               |
| Ъ ъ        | ʺ        | ʺ            | ʺ             | ʺ         | ʺ                         | ʺ‡     | ʺ                | ˮ        | ʺ                      | –                  |
| Ы ы        | y        | y            | y'            | y         | y                         | y      | ȳ (ui)**         | y        | y                      | y                  |
| Ь ь        | ʹ        | ʹ            | ʹ             | ʹ         | ʹ                         | ʹ      | ʹ                | ʼ        | –                      | –                  |
| Э э        | è        | ė            | eh            | è         | è                         | ė      | é                | e        | e                      | e                  |
| Ю ю        | ju       | ju           | yu            | ju        | û                         | i͡u     | yu               | yu       | yu                     | iu                 |
| Я я        | ja       | ja           | ya            | ja        | â                         | i͡a     | ya               | ya       | ya                     | ia                 |

| キリル文字       | 学術表記         | ISO/R 9:1968     | GOST 16876-71 1971 (2) | UN (1987)        | ISO 9:1995; GOST 2002 (A) | ALA-LC           | British Standard |                  |                  |
| 1918年以前の文字 | 1918年以前の文字 | 1918年以前の文字 | 1918年以前の文字       | 1918年以前の文字 | 1918年以前の文字          | 1918年以前の文字 | 1918年以前の文字 | 1918年以前の文字 | 1918年以前の文字 |
| ---------------- | ---------------- | ---------------- | ---------------------- | ---------------- | ------------------------- | ---------------- | ---------------- | ---------------- | ---------------- |
| І і              | i                | i                | i, ih, i'††            | ĭ                | ì                         | ī                |                  |                  |                  |
| Ѳ ѳ              | f                | ḟ                | fh                     | ḟ                | f̀                         | ḟ                |                  |                  |                  |
| Ѣ ѣ              | ě                | ě                | ye                     | ě                | ě                         | i͡e               |                  |                  |                  |
| Ѵ ѵ              | i                | ẏ                | yh                     | ẏ                | ỳ                         | ẏ                |                  |                  |                  |
| 18世紀以前の文字 |                  |                  |                        |                  |                           |                  |                  |                  |                  |
| Ѕ ѕ              | dz               | –                | js                     | –                | ẑ                         | –                |                  |                  |                  |
| Ѯ ѯ              | ks               | –                | –                      | –                | –                         | –                |                  |                  |                  |
| Ѱ ѱ              | ps               | –                | –                      | –                | –                         | –                |                  |                  |                  |
| Ѡ ѡ              | ô, o             | –                | –                      | –                | –                         | –                |                  |                  |                  |
| Ѫ ѫ              | ǫ, u             | –                | –                      | –                | ǎ                         | –                |                  |                  |                  |
| Ѧ ѧ              | ę, ja            | –                | –                      | –                | –                         | –                |                  |                  |                  |
| Ѭ ѭ              | jǫ, ju           | –                | –                      | –                | –                         | –                |                  |                  |                  |
| Ѩ ѩ              | ję, ja           | –                | –                      | –                | –                         | –                |                  |                  |                  |